# Micrelaps
Micrelaps – rodzaj węży z rodziny Micrelapidae.

## Rozmieszczenie geograficzne
Rodzaj obejmuje gatunki występujące we wschodniej Afryce (Czad, Etiopia, Kenia, Somalia, Sudan, Sudan Południowy, Tanzania i Uganda) i krajach Lewantu (Izrael, Jordania, Liban i Syria). 

## Systematyka
Rodzaj zdefiniował w 1880 roku niemiecki zoolog Oskar Boettger w artykule zatytułowanym Gady i płazy z Syrii, Palestyny i Cypru, opublikowanym w czasopiśmie „Bericht über die Senckenbergische Naturforschende Gesellschaft in Frankfurt am Main”. Gatunkiem typowym jest (oznaczenie monotypowe) M. muelleri.

### Etymologia
- Micrelaps: gr. μικρος mikros ‘mały’[5]; ελλοψ ellops, ελλοπος ellopos (także ελοψ elops, ελοπος elopos) ‘rodzaj jakiegoś węża’[6].
- Elaposchema: gr. ελλοψ ellops, ελλοπος ellopos (także ελοψ elops, ελοπος elopos) ‘rodzaj jakiegoś węża’[6]; σχημα skhēma, σχηματος skhēmatos ‘kształt, forma’[7]. Gatunek typowy (oznaczenie monotypowe): Elapsoschema vaillanti Mocquard, 1888.

### Podział systematyczny
Do rodzaju należą następujące gatunki:
- Micrelaps bicoloratus Sternfeld, 1908
- Micrelaps muelleri Boettger, 1880
- Micrelaps vaillanti (Mocquard, 1888)